# Казки братів Грімм
«Дитячі та родинні казки» (нім. Kinder- und Hausmärchen, KHM) — збірка казок, зібраних на німецьких землях і літературно оброблених братами Якобом і Вільгельмом Гріммами. Перше видання вийшло у 1812 році. Нині збірка відома під назвою «Казки братів Грімм» (нім. Grimms Märchen).

## Видання і зміст
1810 року брати Грімм надіслали першу рукописну збірку казок своєму другові Клеменс Брентано для ознайомлення за його особистим проханням, але той її не повернув. Знайшли рукопис лише через багато років, вже після смерті братів, у монастирі траппістів Еленберг в Ельзасі. Нині ця збірка відома як «Еленберський рукопис 1810 року». У ній міститься 49 казок, 15 з яких записав Вільгельм Грімм, а решта 27 — Якоб Грімм. Ці казки почуті безпосередньо від оповідачів Гессена, решта взяті з літературних джерел.
Письменники підозрювали, що Брентано опублікує казки першим під своїм ім'ям, тому вирішили якомога швидше почати видання власної книги, з простим оформленням і без ілюстрацій. 
У вересні 1812 року новий рукопис майбутнього першого тому надіслано видавцеві Реймеру. Виданий 20 грудня 1812 року в Берліні перший том першого видання збірки містив 86 казок. Тираж склав всього 900 примірників. У другому томі, виданому в 1814 році, додалося ще 70 казок. Публікації казок посприяв Ахім фон Арнім, який в 1806—1807 рр. спільно з Брентано вже взяв участь в публікації збірки німецьких народних пісень «Чарівний ріг хлопчика».
Друге видання у двох томах побачило світ у  1819 році, третя частина вийшла у 1822 році. Загалом друге видання, що лягло в основу перших перекладів, містило 170 казок, обидва томи вийшли з титульним листом Людвига Грімма, з гравюрою «Братик та сестричка», а також з портретом Доротеї Віманн, однієї з оповідачок. 
У 1837 році з'явилося третє видання; четверте — у 1840 р.; п'яте — в 1843 р.; шосте — у 1850 р.; сьоме завершальне видання опубліковано в 1857 році. Частина казок була додана, деякі виключені: всього сьоме видання містило 210 казок і легенд. Всі видання рясно ілюстровано, спочатку цим займався Філіп Грот-Йоганн, а після його смерті в 1892 році — Роберт Лейнвебер.
Перші видання казок зазнали сильної критики, оскільки, попри свою назву «Дитячі й сімейні казки», ці оповідки розцінювалися як не непридатні для дитячого читання через академічні інформаційні вставки та, власне, через зміст самих казок. У наступних виправлених виданнях вилучалися фрагменти сексуального характеру; наприклад з казки «Рапунцель» вирізана сценка, коли Рапунцель невинно запитує у своєї названої матері-чарівниці, чому її сукня стала обтягуватися навколо живота, таким чином відкривши свою вагітність, що настала внаслідок її таємної зустрічі з принцом.
У 1825 році брати Грімм видали збірку Kleine Ausgabe, куди увійшли 50 казок, відредаговані для юних читачів>. Ілюстрації (7 гравюр на міді) створив їхній брат-живописець Еміль Людвіг Грімм. у 1825-1858 рр. ця дитяча версія збірки перевидавалася десять разів.

## Матеріал для казок

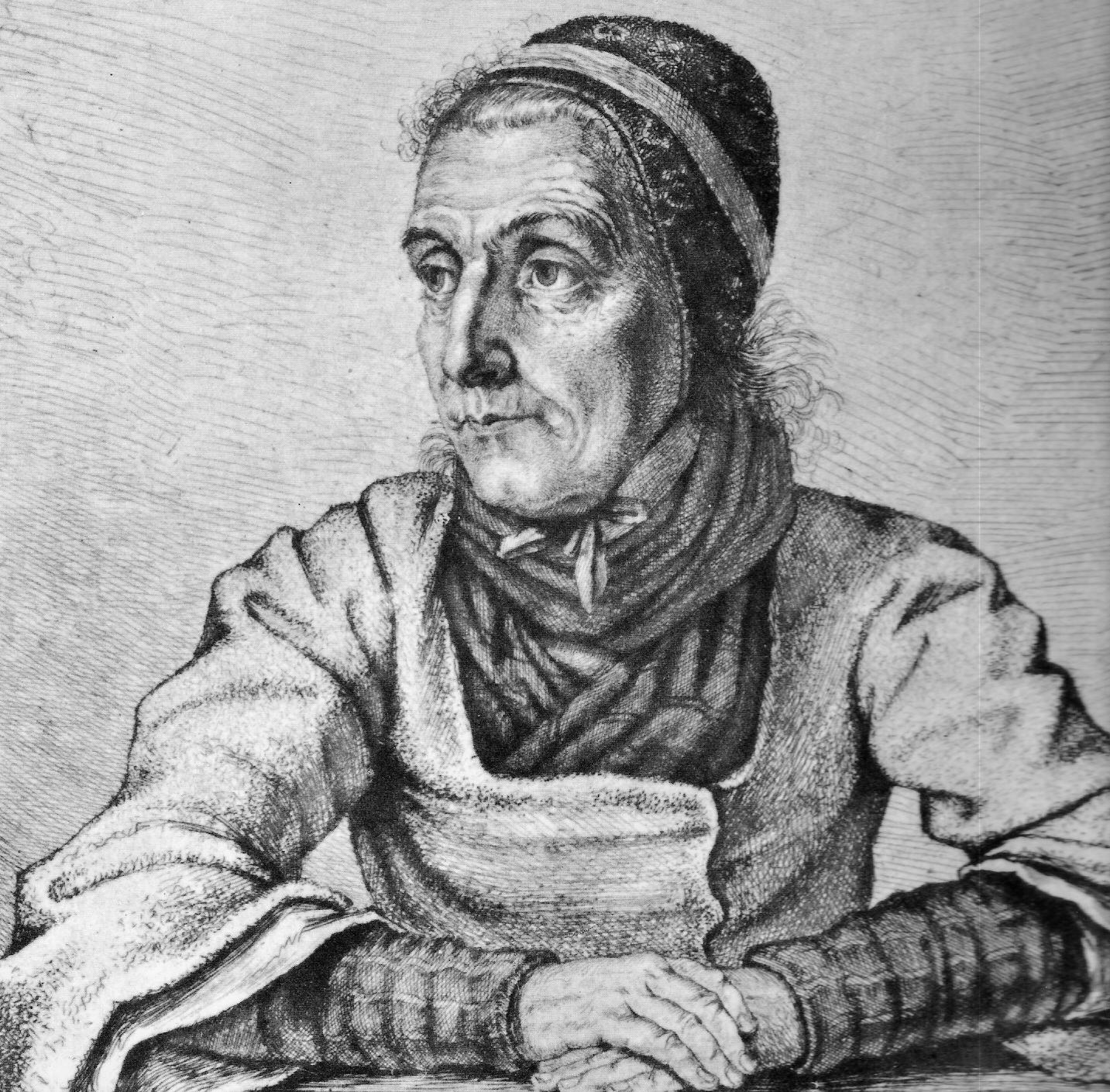
Портрет казкарки Доротеї Віманн з другого видання збірки

Брати Грімм почали регулярно записувати казки з 1807 року, під час своєї подорожі по Гессену та Вестфалії. Одна з перших записаних Вільгельмом Гріммом казок є «Дитя Марії», яку розповіла дочка аптекаря Маргарета Вільд («Гретхен») із Касселя, через рік казками поділилася і її мати — пані Вільд. Сестра «Гретхен» Доротея Вільд («Дортхен»), майбутня дружина Вільгельма Грімма, розповіла казки «Гензель і Гретель», «Пані Метелиця», «Столик-накрийся, золотий осел і палюга з мішка».
У першому томі 1812 року даються покликання на джерела лише для 12-ти казок. Це літературні збірки XVI—XIX століть. У другому томі та додатку до нього зустрічаються примітки: «з Гессена», «з Касселя», «Ганау», «з Цверена», «з місцевостей на Майні». Серед інших знавців казок, що надали матеріал для першого тому, брати особливо виділили внесок пастуха овець «на голих вершинах Брунсберга поблизу Гекстера» і старого драгунського вахмістра Йоганна Фрідріха Краузе в Гоофе під Касселем, у якого брати виміняли оповідки «на старе вбрання».
Якась «стара Марія» розповіла казки «Хлопчик-мізинчик», «Братик і сестричка», «Дівчина-безручка», «Червона Шапочка», «Спляча Красуня». За її оповідками, частково близьких до сюжетів Шарля Перро, опубліковано 11 казок в першому томі та одна — у другому. Імовірно, під цим ім'ям ховається Марія Гассенпфлуг, мати якої походила з гугенотської сім'ї Друм з Дофіне, в будинку Марії усі вільно розмовляли по-французьки. Казки «Чорт із трьома золотими волосинками», «Король Дроздобород» — також записані в сім'ї Гассенпфлуг від дочок Марії.
Зробила свій внесок і одна юна оповідачка-голландка, яка товаришувала з їхньою сестрою Лоттою Грімм («Лоттхен»), яка також підтримувала своїх братів у фольклорних дослідженнях, згодом вийшовши заміж за Людвіга Гассенпфлуга, сина Марії (1822).
Зі слів селянки Доротеї Віманн (1755—1815 рр..), дочки шинкаря з села Цверен, поблизу Касселя, записано 21 казку для другого тому і численні доповнення. Оповідачка, сама мати шістьох дітей, походила з родини французьких гугенотів. Їй належать такі казки як «Гусівниця біля колодязя», «Ледача пряля», «Дідько та його бабця», «Лікар Всезнай».
Сестри Дросте-Гюльсгоф також взяли активну участь у наповненні другого томи казок.
Казками «Дух у пляшці», «Жива вода», «Двоє королівських дітей», «Стара у лісі», «Шестеро слуг» брати Грімм зобов'язані баронській родині фон Гакстгаузен.
Син пастора Фердинанд Зіберт, викладач Фрідріхової гімназії в Касселі, після виходу у світ другого тому казок поповнив наступні видання безліччю казок, зокрема одним із варіантів «Білосніжки».

## Вплив книги
Вплив казок братів Грімм був величезним, з першого ж видання ці чудові оповідки завоювали любов дитячої аудиторії. Популярний англо-американський поет У. Г. Оден назвав цю працю одним зі стовпів західної культури.
Робота братів Грімм вплинула на інших збирачів фольклору, надихнула їх до колекціонування казок і пробудила у них дух романтичного націоналізму, який надавав особливу значущість місцевим народним казкам і нехтував міжкультурним впливом. До цієї категорії збирачів казок належать: Олександр Миколайович Афанасьєв, норвежці Петер Крістен Асбьернсен і Йорген Му, англієць Джозеф Джейкобс і Джеремія Кертін, американець, який збирав ірландські казки. Реакція на ці збірки не завжди була позитивною. Джозеф Джейкобс одного разу поскаржився, що англійські діти не читають англійські казки; за його власними словами, «те, що почав Перро, брати Грімми закінчили».
Казкові персонажі піддавалися безлічі різних інтерпретацій, у тому числі маргінальних, деколи з найнесподіванішого боку. Наприклад, нацисти в гітлерівській Німеччині розглядали Попелюшку як героїню, яка належить до «чистої раси», мачуху як іноземку, а принца — як нацистського героя, що володіє незіпсованим інстинктом розпізнавання рас. Автори, що писали згодом правду про жахи Голокосту, включили деякі казки у свої мемуари, як Джейн Йолен у своїй книзі «Шипшинка / Бріар Роуз» (Briar Rose). Після Другої світової війни навіть пролунали окремі голоси, про те, чи є зв'язок між жорстокими сценами в окремих казках і звірствами нацистів (наприклад, Карл Приват опублікував статтю «Підготовча школа жорстокості. Обговорення казок братів Грімм» у берлінському «Der Tagesspiegel» від 7 лютого 1947 р.). Однак нібито реальна заборона на друкування збірки казок братів Грімм (KHM) у британській зоні окупації аж до 1948 року є всього лише легендою.
З 2005 року збірка казок братів Грімм фігурує в міжнародному реєстрі ЮНЕСКО «Пам'ять світу».

## Список казок

### Перше видання , том 1 (1812)
- KHM 1: Король-Жабеня або Залізний Генріх (Der Froschkönig oder der eiserne Heinrich)
- KHM 2: Дружба кішки і мишки (Katze und Maus in Gesellschaft)
- KHM 3: Дитя Марії (Marienkind)
- KHM 4: Казка про того, хто ходив страху вчитися (Märchen von einem, der auszog das Fürchten zu lernen)
- KHM 5: Вовк і семеро козенят (Der Wolf und die sieben jungen Geißlein)
- KHM 6: Вірний Йоганнес (Der treue Johannes)
- KHM 7: Вдала оборудка (Der gute Handel)
- KHM 8: Дивакуватий музика (Der wunderliche Spielmann)
- KHM 9: Дванадцятеро братів (Die zwölf Brüder)
- KHM 10: Погане товариство (Das Lumpengesindel)
- KHM 11: Братик і сестричка (Brüderchen)
- KHM 12: Рапунцель (Rapunzel)
- KHM 13: Троє лісових чоловічків (Die drei Männlein im Walde)
- KHM 14: Три прялі (Die drei Spinnerinnen)
- KHM 15: Гензель і Гретель (Hänsel und Gretel)
- KHM 16: Три листочки від змії (Die drei Schlangenblätter)
- KHM 17: Біла змія (Die weiße Schlange)
- KHM 18: Соломинка, жаринка і біб (Strohhalm, Kohle und Bohne)
- KHM 19: Про рибалку і його жінку (Von dem Fischer und seiner Frau)
- KHM 20: Хоробрий кравчик (Das tapfere Schneiderlein)
- KHM 21: Попелюшка (Aschenputtel)
- KHM 22: Загадка (Das Rätsel)
- KHM 23: Про мишку, пташку і смажену ковбавску (Von dem Mäuschen, Vögelchen und der Bratwurst)
- KHM 24: Пані Метелиця (Frau Holle)
- KHM 25: Сім воронів (Die sieben Raben)
- KHM 26: Червона шапочка (Rotkäppchen)
- KHM 27: Бременські музики  (Die Bremer Stadtmusikanten)
- KHM 28: Співуча кістка (Der singende Knochen)
- KHM 29: Чорт із трьома золотими волосинками (Der Teufel mit den drei goldenen Haaren)
- KHM 30: Вошка і блішка (Läuschen und Flöhchen)
- KHM 31: Дівчина-безручка (Das Mädchen ohne Hände)
- KHM 32: Кмітливий Ганс (Der gescheite Hans)
- KHM 33: Три мови (Die drei Sprachen)
- KHM 34: Тямуща Ельза (Die kluge Else)
- KHM 35: Кравець на небі (Der Schneider im Himmel)
- KHM 36: Столик-накрийся, золотий осел і палюга з мішка (Tischchen deck dich, Goldesel und Knüppel aus dem Sack)
- KHM 37: Хлопчик-мізинчик (Daumling)
- KHM 38: Весілля пані лисиці (Die Hochzeit der Frau Füchsin)
- KHM 39: Домовики (Die Wichtelmänner)
- KHM 40: Наречений-розбійник (Der Räuberbräutigam)
- KHM 41: Пан Корбес (Herr Korbes)
- KHM 42: Пан кум (Der Herr Gevatter)
- KHM 43: Пані Труде (Frau Trude)
- KHM 44: Кума смерть (Der Gevatter Tod)
- KHM 45: Мандрівка хлопчика-мізинчика (Daumerlings Wanderschaft)
- KHM 46: Диво-птах (Fitchers Vogel)
- KHM 47: Казка про ялівець (Von dem Machandelboom)
- KHM 48: Старий Султан (Der alte Sultan)
- KHM 49: Шість лебедів (Die sechs Schwäne)
- KHM 50: Спляча красуня  (Dornröschen)
- KHM 51: Пташок-Знайда (Fundevogel)
- KHM 52: Король Дроздобород (König Drosselbart)
- KHM 53: Білосніжка (Schneewittchen)
- KHM 54: Ранець, капелюх і ріжок (Der Ranzen, das Hütlein und das Hörnlein)
- KHM 55: Румпельштільцхен (Rumpelstilzchen)
- KHM 56: Коханий Роланд (Der Liebste Roland)
- KHM 57: Золота пташка (Der goldene Vogel)
- KHM 58: Собака і горобець (Der Hund und der Sperling)
- KHM 59: Фрідер і Катерлізхен (Der Frieder und das Katherlieschen)
- KHM 60: Двоє братів (Die zwei Brüder)
- KHM 61: Хлупунько (Das Bürle)
- KHM 62: Бджолина матка (Die Bienenkönigin)
- KHM 63: Три пір'їни (Die drei Federn)
- KHM 64: Золота гуска (Die goldene Gans)
- KHM 65: Різношерстка (Allerleirauh)
- KHM 66: Зайчикова наречена (Häschenbraut)
- KHM 67: Дванадцятеро мисливців (Die zwölf Jäger)
- KHM 68: Злодій та його вчитель (De Gaudeif un sien Meester)
- KHM 69: Йоринда і Йоринґель (Jorinde und Joringel)
- KHM 70: Троє щасливців (Die drei Glückskinder)
- KHM 71: Як шестеро по всьому світу мандрували (Sechse kommen durch die ganze Welt)
- KHM 72: Вовк і людина (Der Wolf und der Mensch)
- KHM 73: Вовк і лис (Der Wolf und der Fuchs)
- KHM 74: Лисиця за пані куму (Der Fuchs und die Frau Gevatterin)
- KHM 75: Лис і кіт (Der Fuchs und die Katze)
- KHM 76: Гвоздика (Die Nelke)
- KHM 77: Розумна Ґретель (Die kluge Gretel)
- KHM 78: Старезний дід та його онук (Der alte Großvater und der Enkel)
- KHM 79: Русалка (Die Wassernixe)
- KHM 80: Про куроччину смерть (Von dem Tode des Hühnchens)
- KHM 81: Брат-веселун (Bruder Lustig)
- KHM 82: Гансль-гравець (De Spielhansl)
- KHM 83: Гансове щастя (Hans im Glück)
- KHM 84: Ганс одружується (Hans heiratet)
- KHM 85: Золоті діти (Die Goldkinder)
- KHM 86: Лисиця і гуси (Der Fuchs und die Gänse)

### Друге видання, том 2 (1815)
- KHM 87: Бідняк та багач (Der Arme und der Reiche)
- KHM 88: Співучий жайвір-стрибунець (Das singende springende Löweneckerchen)
- KHM 89: Принцеса-гусівниця (Die Gänsemagd)
- KHM 90: Юний велетень (Der junge Riese)
- KHM 91: Підземний чоловічок (Dat Erdmänneken)
- KHM 92: Король із золотої гори (Der König vom goldenen Berg)
- KHM 93: Ворона (Die Raben)
- KHM 94: Розумна селянська донька (Die kluge Bauerntochter)
- KHM 95: Старий Гільдебранд (Der alte Hildebrand)
- KHM 96: Три пташки (De drei Vügelkens)
- KHM 97: Жива вода (Das Wasser des Lebens)
- KHM 98: Лікар Всезнай (Doktor Allwissend)
- KHM 99: Дух у пляшці (Der Geist im Glas)
- KHM 100: Чортів брат-замазура (Des Teufels rußiger Bruder)
- KHM 101: Ведмедько-нечупара (Bärenhäuter)
- KHM 102: Королик і ведмідь (Der Zaunkönig und der Bär)
- KHM 103: Солодка каша (Der süße Brei)
- KHM 104: Розумні люди (Die klugen Leute)
- KHM 105: Казка про жабу-джерелянку (Märchen von der Unke)
- KHM 106: Бідний наймит, млин і киценька (Der arme Müllersbursch und das Kätzchen)
- KHM 107: Двоє мандрівників (Die beiden Wanderer)
- KHM 108: Ганс-їжачок (Hans mein Igel)
- KHM 109: Хлопчикова сорочечка (Das Totenhemdchen)
- KHM 110: Жид у терні (Der Jude im Dorn)
- KHM 111: Вправний мисливець (Der gelernte Jäger)
- KHM 112: Ціп із неба (Der Dreschflegel vom Himmel)
- KHM 113: Двоє королівських дітей (Die beiden Königskinder)
- KHM 114: Про розумного кравчика (vom klugen Schneiderlein)
- KHM 115: Ясне сонце все виявить (Die klare Sonne bringt's an den Tag)
- KHM 116: Синя свічка (Das blaue Licht)
- KHM 117: Вперта дитина (Das eigensinnige Kind)
- KHM 118: Троє фельдшерів (Die drei Feldscherer)
- KHM 119: Семеро швабів (Die sieben Schwaben)
- KHM 120: Троє підмайстрів (Die drei Handwerksburschen)
- KHM 121: Казка про королевича, що нічого не боявся (Der Königssohn, der sich vor nichts fürchtete)
- KHM 122: Про осла й городину, або овочевий осел (Der Krautesel)
- KHM 123: Стара у лісі (Die alte im Wald)
- KHM 124: Троє братів (Die drei Brüder)
- KHM 125: Дідько та його бабця (Der Teufel und seine Großmutter)
- KHM 126: Фердинанд вірний і Фердинанд невірний (Ferenand getrü und Ferenand ungetrü)
- KHM 127: Залізна піч (Der Eisenofen)
- KHM 128: Ледача праля (Die faule Spinnerin)
- KHM 129: Четверо умілих братів (Die vier kunstreichen Brüder)
- KHM 130: Одноочка, Двоочка і Триочка (Einäuglein, Zweiäuglein und Dreiäuglein)
- KHM 131: Красуня Катрінелі та крикун Піф-паф (Die schöne Katrinelje und Pif Paf Poltrie)
- KHM 132: Лис та кінь (Der Fuchs und das Pferd)
- KHM 133: Стоптані черевички (Die zertanzten Schuhe)
- KHM 134: Шестеро слуг (Die sechs Diener)
- KHM 135: Біла принцеса і чорна принцеса (Die weiße und die schwarze Braut)
- KHM 136: Залізний Ганс (Eisenhans)
- KHM 137: Три чорні принцеси (De drei schwatten Prinzessinnen)
- KHM 138: Кнойст з трьома синами (Knoist un sine dre Sühne)
- KHM 139: Бракельська казка (Dat Mäken von Brakel)
- KHM 140: Челядь (Das Hausgesinde)
- KHM 141: Ягнятко та рибка (Das Lämmchen und das Fischchen)
- KHM 142: Зімелі-гора (Simeliberg)
- KHM 143: Як білим світом блукати (Up Reisen gohn) — pojawiło się w wydaniu z 1819 roku. W wydaniu z 1812/1815 było Die Kinder in Hungersnot
- KHM 144: Віслюк (Das Eselein)
- KHM 145: Невдячний син (Der undankbare Sohn)
- KHM 146: Буряк (Die Rübe)
- KHM 147: Розпечений намолодо (Das junggeglühte Männlein)
- KHM 148: Тварини бога і тварини диявола (Des Herrn und des Teufels Getier)
- KHM 149: Колода (Der Hahnenbalken)
- KHM 150: Стара жебрачка (Die alte Bettelfrau)
- KHM 151: Троє лінюхів (Die zwölf faulen Knechte)
- KHM 151: Дванадцять ледачих наймитів (Die drei Faulen)
- KHM 152: Пастушок (Das Hirtenbüblein)
- KHM 153: Зоряний талер (Die Sterntaler)
- KHM 154: Украдений гелер (Der gestohlene Heller)
- KHM 155: Оглядини (Die Brautschau)

### Друге видання, том 2 (1819)
- KHM 156: Звиванці (Die Schlickerlinge)
- KHM 157: Горобець та четверо його горобенят (Der Sperling und seine vier Kinder)
- KHM 158: Казки-побрехеньки (Das Märchen vom Schlaraffenland)
- KHM 159: Дітмарські казки-побрехеньки (Das dietmarsische Lügenmärchen)
- KHM 160: Казка-загадка (Rätselmärchen)

### Третє видання, том 2 (1837)
- KHM 161: Біляночка й Руженочка (Schneeweißchen und Rosenrot)
- KHM 162: Розумний наймит (Der kluge Knecht)
- KHM 163: Скляна домовина (Der gläserne Sarg)
- KHM 164: Ледачий Гайнц (Der faule Heinz)
- KHM 165: Птах гриф (Der Vogel Greif)
- KHM 166: Сильний Ганс (Der starke Hans)
- KHM 167: Хлупунько на небі (Das Bürli im Himmel)

### Четверте видання, том 2 (1840)
- KHM 168: Сухорлява Ліза (Die hagere Liese)
- KHM 169: Лісова хатинка (Das Waldhaus)
- KHM 170: Радощі й біду порівну (Lieb und Leid teilen)
- KHM 171: Королик (Der Zaunkönig)
- KHM 172: Камбала(Die Scholle)
- KHM 173: Бугай та одуд (Rohrdommel und Wiedehopf)
- KHM 174: Сова (Die Eule)
- KHM 175: Місяць (Der Mond)
- KHM 176: Відведений час (Die Lebenszeit)
- KHM 177: Посланці смерті (Die Boten des Todes)
- KHM 178: Майстер шило (Meister Pfriem)

### П'яте видання, том 2 (1843)
- KHM 179: Гусівниця біля колодязя (Die Gänsehirtin am Brunnen)
- KHM 180: Різні Євині діти (Die ungleichen Kinder Evas)
- KHM 181: Русалка в ставку (Die Nixe im Teich)
- KHM 182: Дари маленького народця (Die Geschenke des kleinen Volkes)
- KHM 183: Кравець та велетень (Der Riese und der Schneider)
- KHM 184: Цвях (Der Nagel)
- KHM 185: Бідний хлопець у могилі (Der arme Junge im Grab)
- KHM 186: Справжня наречена (Die wahre Braut)
- KHM 187: Заєць та їжак (Der Hase und der Igel)
- KHM 188: Веретено, човник і голка (Spindel, Weberschiffchen und Nadel)
- KHM 189: Хлупунько і дідько (Der Bauer und der Teufel)
- KHM 190: Крихти на столі (Die Brosamen auf dem Tisch)
- KHM 191: Морська свинка (Das Meerhäschen)
- KHM 192: Злодій над усіма злодіями (Der Meisterdieb)
- KHM 193: Барабанщик (Der Trommler)

### Шосте видання, том 2 (1850)
- KHM 194: Зерновий колосок (Die Kornähre)
- KHM 195:  Могильний горб (Der Grabhügel)
- KHM 196: Старий Рінкранк (Oll Rinkrank)
- KHM 197: Кришталева куля (Die Kristallkugel)
- KHM 198: Діва Малеєн (Jungfrau Maleen)
- KHM 199: Чобіт з буйволової шкіри (Der Stiefel von Büffelleder)
- KHM 200: Золотий ключ  (Der goldene Schlüssel)

### Дитячі легенди
- KHM 201: Святий Йосип у лісі (Der heilige Joseph im Walde)
- KHM 202: Дванадцять апостолів (Die zwölf Apostel)
- KHM 203: Троянда (Die Rose)
- KHM 204: Бідність і смирення ведуть у рай (Armut und Demut führen zum Himmel)
- KHM 205: Божа їжа (Gottes Speise)
- KHM 206: Скляночка Божої Матері (Muttergottesgläschen)
- KHM 208: Стара бабуся (Das alte Mütterchen)
- KHM 209: Небесне весілля (Die himmlische Hochzeit)
- KHM 210: Прутик ліщини (Die Haselrute)

## Видання українською
- Казки братів Грімм в чотирьох томах з 180 малюнками / переклад М. Харченка, Ф. Супруна, Д. Корзуна та ін. Київ — Відень, 1919. 162 с
- Казки для дітей та родини. / Пер. з нім. — Матієв Р.І., Кульчицька О.Я.— Тернопіль: Навчальна книга – Богдан, 2009. — 816 c.— (Бібліотека світової літератури для дітей у 100 томах “Світовид”. Серія друга. Література ХІХ століття.)

## Екранізації
- «Казки братів Грімм» (серіал) (Grim Tales[en])
- Казки братів Грімм (аніме)